# 李匡武
李匡武（1917年12月22日—1985年），原名李福康，字敬慈 ，广东番禺（今广州）人，中共党员，中国逻辑学家，长期从事逻辑学研究和教学工作。1940年获武汉大学文学士学位, 1948年至1952年在美国威斯康星大学获哲学硕士、博士学位。回国后曾先后在西北师范学院、武汉大学文学院任讲师、研究助理。逝世前任华南师范大学政治教育系教授，中国逻辑学会理事，中国逻辑史研究会副理事长，中国西方逻辑史研究会顾问，广东省哲学学会理事。著有《形式逻辑》，译有《工具论》、《共产国际文件》等。